# Tulcán
Tulcán – miasto w Ekwadorze, stolica prowincji Carchi. W 2010 roku liczyło około 60,5 tys. mieszkańców.
W mieście rozwinął się przemysł spożywczy, włókienniczy oraz skórzany. Znajduje się tu port lotniczy Tulcan.